# Неванка
Неванка — деревня в Чунском районе Иркутской области

## География
Деревня находится в 64 км от Шиткино.

## Население
По данным Всероссийской переписи населения 2010 года население НП составило 3 человека

## Власть
Деревня в административном плане относится к Бунбуйскому муниципальному образованию Чунского района
Иркутской области